# Copa Libertadores 2009
50. edycja Copa Libertadores
W pięćdziesiątej edycji Copa Libertadores udział wzięło 38 klubów reprezentujących wszystkie kraje zrzeszone w CONMEBOL oraz Meksyk, będący członkiem CONCACAF. Dwa najsilniejsze państwa, Brazylia i Argentyna, wystawiły najwięcej, bo po 5 klubów. Reszta państw, oprócz Ekwadoru, wystawiła w turnieju po 3 kluby, Ekwador dzięki sensacyjnemu zwycięstwu LDU Quito w 2008 roku reprezentowany był w turnieju przez 4 kluby.
Broniący tytułu klub LDU Quito zajął ostatnie miejsce w grupie, gdzie wyprzedziły go dwa brazylijskie zespoły, Sport Recife i SE Palmeiras oraz chilijski klub CSD Colo-Colo. Brazylijscy pogromcy obrońców tytułu starli się ze sobą w 1/8 finału. Dopiero rzuty karne wyłoniły ćwierćfinalistę, którym okazał się Palmeiras. W ćwierćfinale Palmeiras wyeliminowany został przez urugwajski klub Club Nacional de Football. W półfinale Nacional nie dał rady argentyńskiej drużynie Estudiantes La Plata. W finale Estudiantes zmierzył się z brazylijskim klubem Cruzeiro EC. Po bezbramkowym remisie na własnym stadionie drużyna z Argentyny zwyciężyła 2:1 w Belo Horizonte i zdobyła puchar Copa Libertadores.
W rundzie wstępnej 50. edycji Copa Libertadores 12 klubów podzielono na 6 par. Zwycięzcy dwumeczów awansowali do fazy grupowej.
W fazie grupowej 32 kluby podzielono na 8 grup liczących po 4 drużyny. Do 1/8 finału awansowały po dwa najlepsze kluby z każdej grupy.
W 1/8 finału wylosowano osiem par, które wyłoniły ośmiu ćwierćfinalistów. W ćwierćfinale wylosowano cztery pary, które wyłoniły czterech półfinalistów. W półfinale dwie pary wyłoniły dwóch finalistów.
W ćwierćfinale znalazły się 4 kluby brazylijskie, 2 kluby z Urugwaju oraz po jednym klubie z Argentyny i Wenezueli. W półfinale Brazylia miała 2 kluby, a Argentyna i Urugwaj po jednym. Finał argentyńsko-brazylijski zakończył się triumfem argentyńskiego klubu Estudiantes La Plata, który po dwóch wyrównanych meczach okazał swą wyższość nad klubem Cruzeiro EC.
Najsłabiej spisały się kluby z Boliwii, Kolumbii i Peru, z których żaden nie zdołał awansować do fazy pucharowej.

## Uczestnicy
| Zespoły rozpoczynające rozgrywki od fazy grupowej  | Zespoły rozpoczynające rozgrywki od fazy grupowej | Zespoły rozpoczynające rozgrywki od fazy grupowej | Zespoły rozpoczynające rozgrywki od fazy grupowej |
| -------------------------------------------------- | ------------------------------------------------- | ------------------------------------------------- | ------------------------------------------------- |
| Lanús                                              | River Plate                                       | Boca Juniors                                      | San Lorenzo                                       |
| São Paulo FC                                       | Grêmio                                            | Cruzeiro EC                                       | Sport Recife                                      |
| Universitario                                      | Aurora                                            | Everton Viña del Mar                              | CSD Colo-Colo                                     |
| Boyacá Chicó                                       | América Cali                                      | LDU Quito                                         | Deportivo Quito                                   |
| Universitario                                      | Universidad San Martín                            | Libertad                                          | Guaraní                                           |
| Defensor Sporting                                  | Nacional                                          | Deportivo Táchira                                 | Caracas FC                                        |
| San Luis FC                                        | Guadalajara                                       |                                                   |                                                   |
| Zespoły rozpoczynające rozgrywki od rundy wstępnej |                                                   |                                                   |                                                   |
| Estudiantes                                        | SE Palmeiras                                      | Real Potosí                                       | Club Universidad de Chile                         |
| Independiente Medellín                             | Deportivo Cuenca                                  | El Nacional                                       | Sporting Cristal                                  |
| Nacional                                           | Peñarol                                           | Deportivo Anzoátegui                              | CF Pachuca                                        |

## 1/32 finału: Runda wstępna
| 27 stycznia 2009 | El Nacional | 0 – 50-0 | Nacional · R. Román 51' · J. Núñez 56' 85' · R. Cáceres 70' · M. Melgarejo 87' | Estadio Olímpico Atahualpa, Quito · Sędzia: Buitrago ( Kolumbia) |
|                  |             |          |                                                                                |                                                                  |

| 5 lutego 2009 | Nacional · J. Núñez 8' 15' · H. Arriola 28' | 3 – 33-3 | El Nacional · M. Pita 32' · J. Ladines 35' · E. Zura 45' | Estadio Defensores del Chaco, Asunción · Sędzia: Pezzota ( Argentyna) |
|               |                                             |          |                                                          |                                                                       |

Wynik łączny: 3-8

Awans: Nacional
| 28 stycznia 2009 | Club Universidad de Chile · M. Díaz 4' | 1 – 01-0 | CF Pachuca | Estadio Santa Laura, Independencia · Sędzia: Lope ( Brazylia) |
|                  |                                        |          |            |                                                               |

| 4 lutego 2009 | CF Pachuca · C. Rodríguez 24' · D. Álvarez 86' | 2 – 11-0 | Club Universidad de Chile · M. Estrada 58' | Estadio Hidalgo, Pachuca · Sędzia: Intriago ( Ekwador) |
|               |                                                |          |                                            |                                                        |

Wynik łączny: 2-2 (bramki na wyjeździe)

Awans: Club Universidad de Chile
| 28 stycznia 2009 | Independiente Medellín · J. Martínez 15' 18' 46' · I. Corredor 34' | 4 – 03-0 | Peñarol | Estadio Atanasio Girardot, Medellín · Sędzia: Rivera ( Peru) |
|                  |                                                                    |          |         |                                                              |

| 3 lutego 2009 | Peñarol | 0 – 00-0 | Independiente Medellín | Estadio Centenario, Montevideo · Sędzia: Torres ( Paragwaj) |
|               |         |          |                        |                                                             |

Wynik łączny: 4-0 

Awans: Independiente Medellín
| 29 stycznia 2009 | SE Palmeiras · Keirrison 3' 20' (k) · D. Souza 39' · C. Xavier 58' · Edmílson Gomes 90+1' | 5 – 13-1 | Real Potosí · E. Rodríguez 22' | Palestra Itália, São Paulo · Sędzia: Silvera ( Urugwaj) |
|                  |                                                                                           |          |                                |                                                         |

| 4 lutego 2009 | Real Potosí | 0 – 21-0 | SE Palmeiras · C. Xavier 32' · Keirrison 73' | Estadio Victor Agustín Ugarte, Potosí · Sędzia: Galeano ( Paragwaj) |
|               |             |          |                                              |                                                                     |

Wynik łączny: 7-1

Awans: SE Palmeiras
| 29 stycznia 2009 | Sporting Cristal · R. Palacios 42' · H. Hurtado 55' | 2 – 11-1 | Estudiantes de La Plata · E. Pérez 29' | Estadio San Martín de Porres, Lima · Sędzia: Chandia ( Chile) |
|                  |                                                     |          |                                        |                                                               |

| 4 lutego 2009 | Estudiantes de La Plata · R. Lentini 77' | 1 – 00-0 | Sporting Cristal | Estadio Ciudad de La Plata, La Plata · Sędzia: Gaciba ( Brazylia) |
|               |                                          |          |                  |                                                                   |

Wynik łączny: 2-2 (bramki na wyjeździe)

Awans: Estudiantes de La Plata
| 29 stycznia 2009 | Deportivo Anzoátegui · F. Espíndola 11' · J. González 51' | 2 – 01-0 | Deportivo Cuenca | Estadio José Antonio Anzoátegui, Puerto La Cruz · Sędzia: Carrillo ( Peru) |
|                  |                                                           |          |                  |                                                                            |

| 3 lutego 2009 | Deportivo Cuenca · R. Teixeira 28' 69' · I. Villalba 74' | 3 – 01-0 | Deportivo Anzoátegui | Estadio Alejandro Serrano Aguilar, Cuenca · Sędzia: Maldonado ( Boliwia) |
|               |                                                          |          |                      |                                                                          |

Wynik łączny: 2-3

Awans: Deportivo Cuenca

## 1/16 finału (Faza grupowa)
|  | Zespoły zakwalifikowane do 1/8 finału |
|  | Zespoły wyeliminowane                 |

### Grupa 1
| Zespół               | Mecze | Z | R | P | Br+ | Br− | Bilans | Pkt |
| -------------------- | ----- | - | - | - | --- | --- | ------ | --- |
| Sport Club do Recife | 6     | 4 | 1 | 1 | 10  | 7   | +3     | 13  |
| SE Palmeiras         | 6     | 3 | 1 | 2 | 9   | 7   | +2     | 10  |
| CSD Colo-Colo        | 6     | 2 | 1 | 3 | 9   | 7   | +2     | 7   |
| LDU Quito            | 6     | 1 | 1 | 4 | 6   | 13  | -7     | 4   |

|               | LDU Quito | CSD Colo-Colo | Sport Club do Recife | São Paulo |
| ------------- | --------- | ------------- | -------------------- | --------- |
| LDU Quito     |           | 1-1           | 2-3                  | 3-2       |
| CSD Colo-Colo | 3-0       |               | 1-2                  | 0-1       |
| Sport Recife  | 2-0       | 2-1           |                      | 0-2       |
| SE Palmeiras  | 2-0       | 1-3           | 1-1                  |           |

| 17 lutego 2009 | LDU Quito · W. Calderón 24' 34' · D. Manso 58' | 3 – 22-1 | SE Palmeiras · Willians 28' · E. Gomes 47' | Estadio La Casa Blanca, Quito · Sędzia: Roldán ( Kolumbia) |
|                |                                                |          |                                            |                                                            |

| 18 lutego 2009 | CSD Colo-Colo · L. Barrios 70' | 1 – 20-2 | Sport Club do Recife · Ciro 6' · Wilson 44' | Estadio Monumental David Arellano, Santiago · Sędzia: Laverni ( Argentyna) |
|                |                                |          |                                             |                                                                            |

| 3 marca 2009 | SE Palmeiras · Keirrison 73' | 1 – 30-1 | CSD Colo-Colo · L. Barrios 43' · M. Torres 53' · S. González 79' | Estádio Palestra Itália, São Paulo · Sędzia: Pezzota ( Argentyna) |
|              |                              |          |                                                                  |                                                                   |

| 4 marca 2009 | Sport Club do Recife · Daniel 13' · P. Baier 74' | 2 – 01-0 | LDU Quito | Estádio Ilha do Retiro, Recife · Sędzia: Larrionda ( Urugwaj) |
|              |                                                  |          |           |                                                               |

| 12 marca 2009 | CSD Colo-Colo · C. Carranza 56' · R. Cereceda 61' · L. Barrios 65' | 3 – 00-0 | LDU Quito | Estadio Monumental David Arellano, Santiago · Sędzia: Amarilla ( Paragwaj) |
|               |                                                                    |          |           |                                                                            |

| 8 kwietnia 2009 | Sport Club do Recife | 0 – 20-1 | SE Palmeiras · Keirrison 24' · D. Souza 73' | Estádio Ilha do Retiro, Recife · Sędzia: Torres ( Paragwaj) |
|                 |                      |          |                                             |                                                             |

| 9 kwietnia 2009 | LDU Quito · J. Campos 48' | 1 – 10-0 | CSD Colo-Colo · C. Bieler 90+1' (sam.) | Estadio La Casa Blanca, Quito · Sędzia: Archundia ( Meksyk) |
|                 |                           |          |                                        |                                                             |

| 15 kwietnia 2009 | SE Palmeiras · Keirrison 14' (k) | 1 – 11-1 | Sport Club do Recife · Wilson 45' | Estádio Palestra Itália, São Paulo · Sędzia: Silvera ( Urugwaj) |
|                  |                                  |          |                                   |                                                                 |

| 21 kwietnia 2009 | SE Palmeiras · Marcão 48' · D. de Souza 83' | 2 – 00-0 | LDU Quito | Estádio Palestra Itália, São Paulo · Sędzia: Larrionda ( Urugwaj) |
|                  |                                             |          |           |                                                                   |

| 22 kwietnia 2009 | Sport Club do Recife · Moacir 60' · Vandinho 75' | 2 – 10-0 | CSD Colo-Colo · R. Millar 50' | Estádio Ilha do Retiro, Recife · Sędzia: Baldassi ( Argentyna) |
|                  |                                                  |          |                               |                                                                |

| 29 kwietnia 2009 | LDU Quito · C. Espínola 2' · D. Vera 41' | 2 – 32-1 | Sport Club do Recife · Andrade 23' 77' · I. Soares 58' | Estadio La Casa Blanca, Quito · Sędzia: Soto ( Wenezuela) |
|                  |                                          |          |                                                        |                                                           |

| 29 kwietnia 2009 | CSD Colo-Colo | 0 – 10-0 | SE Palmeiras · C. Xavier 87' | Estadio Monumental David Arellano, Santiago · Sędzia: Torres ( Paragwaj) |
|                  |               |          |                              |                                                                          |

### Grupa 2
| Zespół                 | Mecze | Z | R | P | Br+ | Br− | Bilans | Pkt |
| ---------------------- | ----- | - | - | - | --- | --- | ------ | --- |
| Boca Juniors           | 6     | 5 | 0 | 1 | 11  | 3   | +8     | 15  |
| Deportivo Cuenca       | 6     | 3 | 1 | 2 | 9   | 5   | +4     | 10  |
| Deportivo Táchira Club | 6     | 3 | 0 | 3 | 6   | 9   | -3     | 9   |
| Club Guaraní           | 6     | 0 | 1 | 5 | 5   | 15  | -10    | 1   |

|                   | Club Atlético Boca Juniors | Club Guaraní | Deportivo Cuenca | Deportivo Táchira Fútbol Club |
| ----------------- | -------------------------- | ------------ | ---------------- | ----------------------------- |
| Boca Juniors      |                            | 3-1          | 1-0              | 3-0                           |
| Club Guaraní      | 1-3                        |              | 1-1              | 1-2                           |
| Deportivo Cuenca  | 1-0                        | 4-0          |                  | 3-1                           |
| Deportivo Táchira | 0-1                        | 2-1          | 1-0              |                               |

| 10 lutego 2009 | Club Guaraní · P. Chávez 38' | 1 – 21-1 | Deportivo Táchira Club · G. Chacón 41' · E. Pérez 79' | Estadio Rogelio Livieres, Asunción · Sędzia: Abal ( Argentyna) |
|                |                              |          |                                                       |                                                                |

| 17 lutego 2009 | Boca Juniors · R. Palacio 12' | 1 – 01-0 | Deportivo Cuenca | La Bombonera, Buenos Aires · Sędzia: de Oliveira ( Brazylia) |
|                |                               |          |                  |                                                              |

| 24 lutego 2009 | Deportivo Cuenca · R. Teixeira 44' · J. Granda 61' · I. Villalba 74' · C. Cordero 82' | 4 – 01-0 | Club Guaraní | Estadio Alejandro Serrano Aguilar, Cuenca · Sędzia: Soto ( Wenezuela) |
|                |                                                                                       |          |              |                                                                       |

| 4 marca 2009 | Deportivo Táchira Club | 0 – 10-0 | Boca Juniors · L. Figueroa 87' | Estadio Polideportivo de Pueblo Nuevo, San Cristóbal · Sędzia: Rivera ( Peru) |
|              |                        |          |                                |                                                                               |

| 11 marca 2009 | Deportivo Táchira Club · J. Villafraz 66' | 1 – 00-0 | Deportivo Cuenca | Estadio Polideportivo de Pueblo Nuevo, San Cristóbal · Sędzia: Duarte ( Kolumbia) |
|               |                                           |          |                  |                                                                                   |

| 18 marca 2009 | Club Guaraní · J. Negreiros 36' | 1 – 31-0 | Boca Juniors · J. Riquelme 65' (k) · M. Palermo 76' · R. Palacio 85' | Estadio Rogelio Livieres, Asunción · Sędzia: Osses ( Chile) |
|               |                                 |          |                                                                      |                                                             |

| 19 marca 2009 | Deportivo Cuenca · J. Granda 18' · R. Teixeira 39' 67' | 3 – 12-0 | Deportivo Táchira Club · J. Villafraz 76' | Estadio Alejandro Serrano Aguilar, Cuenca · Sędzia: Orozco ( Boliwia) |
|               |                                                        |          |                                           |                                                                       |

| 9 kwietnia 2009 | Boca Juniors · M. Palermo 33' · R. Palacio 36' · J. Riquelme 85' (k) | 3 – 12-1 | Club Guaraní · M. Paniagua 44' | La Bombonera, Buenos Aires · Sędzia: Rivera ( Peru) |
|                 |                                                                      |          |                                |                                                     |

| 16 kwietnia 2009 | Deportivo Táchira Club · Y. Del Valle 68' · M. Fernández 75' | 2 – 10-1 | Club Guaraní · C. Neumann 18' | Estadio Polideportivo de Pueblo Nuevo, San Cristóbal · Sędzia: Carrillo ( Peru) |
|                  |                                                              |          |                               |                                                                                 |

| 22 kwietnia 2009 | Deportivo Cuenca · É. Preciado 77' | 1 – 00-0 | Boca Juniors | Estadio Alejandro Serrano Aguilar, Cuenca · Sędzia: Buitrago ( Kolumbia) |
|                  |                                    |          |              |                                                                          |

| 30 kwietnia 2009 | Club Guaraní · J. Diaz 55' | 1 – 10-1 | Deportivo Cuenca · R. Teixeira 2' | Estadio Rogelio Livieres, Asunción · Sędzia: Marques ( Brazylia) |
|                  |                            |          |                                   |                                                                  |

| 30 kwietnia 2009 | Boca Juniors · M. Palermo 13' (k) 63' · R. Palacio 81' | 3 – 01-0 | Deportivo Táchira Club | La Bombonera, Buenos Aires · Sędzia: Seneme ( Brazylia) |
|                  |                                                        |          |                        |                                                         |

### Grupa 3
| Zespół                 | Mecze | Z | R | P | Br+ | Br− | Bilans | Pkt |
| ---------------------- | ----- | - | - | - | --- | --- | ------ | --- |
| Club Nacional          | 6     | 4 | 2 | 0 | 12  | 3   | +9     | 14  |
| Universidad San Martín | 6     | 2 | 2 | 2 | 7   | 9   | -2     | 8   |
| River Plate            | 6     | 2 | 1 | 3 | 7   | 9   | -2     | 7   |
| Club Nacional          | 6     | 1 | 1 | 4 | 7   | 12  | -5     | 4   |

|               | Club Atlético River Plate | Club Nacional de Football | Universidad San Martín de Porres | Club Nacional |
| ------------- | ------------------------- | ------------------------- | -------------------------------- | ------------- |
| River Plate   |                           | 0-0                       | 3-0                              | 1-0           |
| Club Nacional | 3-0                       |                           | 2-1                              | 3-1           |
| Universidad   | 2-1                       | 1-1                       |                                  | 2-1           |
| Nacional      | 4-2                       | 0-3                       | 1-1                              |               |

| 12 lutego 2009 | Club Nacional · F. Dominguez 31' · N. Lodeiro 90' | 2 – 11-1 | Universidad San Martín · M. Arzuaga 39' | Estadio Centenario, Montevideo · Sędzia: Chandía ( Chile) |
|                |                                                   |          |                                         |                                                           |

| 12 lutego 2009 | River Plate · D. Buonanotte 90' | 1 – 00-0 | Club Nacional | Estadio Monumental, Buenos Aires · Sędzia: Lopes ( Brazylia) |
|                |                                 |          |               |                                                              |

| 18 lutego 2009 | Club Nacional | 0 – 30-2 | Club Nacional · Á. Fernández 9' · N. Lodeiro 38' · M. Mondaini 63' | Estadio Arsenio Erico, Asunción · Sędzia: Gaciba ( Brazylia) |
|                |               |          |                                                                    |                                                              |

| 5 marca 2009 | Universidad San Martín · J. Díaz 37' (k) · G. Ludueña 55' | 2 – 11-0 | River Plate · R. Falcao 68' | Estadio Nacional de Perú, Lima · Sędzia: Buitrago ( Kolumbia) |
|              |                                                           |          |                             |                                                               |

| 12 marca 2009 | Universidad San Martín · P. García 53' 58' | 2 – 10-0 | Club Nacional · H. Arriola 74' | Estadio Nacional de Perú, Lima · Sędzia: Osses ( Chile) |
|               |                                            |          |                                |                                                         |

| 19 marca 2009 | Club Nacional · Á. Fernández 40' · N. Lodeiro 73' · M. Victorino 90+5' | 3 – 01-0 | River Plate | Estadio Centenario, Montevideo · Sędzia: Chandía ( Chile) |
|               |                                                                        |          |             |                                                           |

| 7 kwietnia 2009 | Club Nacional · F. Escobar 65' | 1 – 10-1 | Universidad San Martín · M. Arzuaga 41' | Estadio Arsenio Erico, Asunción · Sędzia: de Oliveira ( Brazylia) |
|                 |                                |          |                                         |                                                                   |

| 7 kwietnia 2009 | River Plate | 0 – 00-0 | Club Nacional | Estadio Monumental, Buenos Aires · Sędzia: Fagundes ( Brazylia) |
|                 |             |          |               |                                                                 |

| 21 kwietnia 2009 | Universidad San Martín · G. Ludueña 88' | 1 – 10-0 | Club Nacional · M. Mondaini 74' | Estadio Nacional de Perú, Lima · Sędzia: Simon ( Brazylia) |
|                  |                                         |          |                                 |                                                            |

| 23 kwietnia 2009 | Club Nacional · F. Escobar 48' (k) · J. Núñez 66' 79' · C. Ruiz Peralta 74' | 4 – 20-1 | River Plate · R. Falcao 44' (k) · M. Gallardo 82' | Estadio Arsenio Erico, Asunción · Sędzia: Gaciba ( Brazylia) |
|                  |                                                                             |          |                                                   |                                                              |

| 30 kwietnia 2009 | Club Nacional · D. Arismendi 30' · S. Coates 80' · N. Lodeiro 90' | 3 – 11-1 | Club Nacional · J. Núñez 9' | Estadio Centenario, Montevideo · Sędzia: Ortubé ( Boliwia) |
|                  |                                                                   |          |                             |                                                            |

| 30 kwietnia 2009 | River Plate · G. Bou 17' · R. Sambueza 42' (k) · D. Barrado 60' | 3 – 02-0 | Universidad San Martín | Estadio Monumental, Buenos Aires · Sędzia: Amarilla ( Paragwaj) |
|                  |                                                                 |          |                        |                                                                 |

### Grupa 4
| Zespół                 | Mecze | Z | R | P | Br+ | Br− | Bilans | Pkt |
| ---------------------- | ----- | - | - | - | --- | --- | ------ | --- |
| São Paulo FC           | 6     | 4 | 1 | 1 | 10  | 6   | +4     | 13  |
| Defensor Sporting      | 6     | 2 | 2 | 2 | 6   | 6   | 0      | 8   |
| Independiente Medellín | 6     | 1 | 4 | 1 | 7   | 7   | 0      | 7   |
| América Cali           | 6     | 0 | 3 | 3 | 3   | 7   | -4     | 3   |

|                   | São Paulo Futebol Clube | Defensor Sporting | América Cali | Independiente Medellín |
| ----------------- | ----------------------- | ----------------- | ------------ | ---------------------- |
| São Paulo FC      |                         | 2-1               | 2-1          | 1-1                    |
| Defensor Sporting | 0-1                     |                   | 1-0          | 4-3                    |
| América Cali      | 1-3                     | 0-0               |              | 1-1                    |
| Independiente     | 2-1                     | 0-0               | 0-0          |                        |

| 10 lutego 2009 | Defensor Sporting · P. Gaglianone 37' | 1 – 01-0 | América Cali | Estadio Luis Franzini, Montevideo · Sędzia: Osses ( Chile) |
|                |                                       |          |              |                                                            |

| 18 lutego 2009 | São Paulo FC · H. Borges 90+1' | 1 – 10-0 | Independiente Medellín · L. Arias 79' | Estádio do Morumbi, São Paulo · Sędzia: Pezzota ( Argentyna) |
|                |                                |          |                                       |                                                              |

| 24 lutego 2009 | Independiente Medellín | 0 – 00-0 | Defensor Sporting | Estadio Atanasio Girardot, Medellín · Sędzia: Vera ( Ekwador) |
|                |                        |          |                   |                                                               |

| 5 marca 2009 | América Cali · V. Cortés 85' | 1 – 30-2 | São Paulo FC · Washington 2' 27' · Borges 49' | Estadio Pascual Guerrero, Cali · Sędzia: Baldassi ( Argentyna) |
|              |                              |          |                                               |                                                                |

| 10 marca 2009 | América Cali · S. Vanegas 81' (sam.) | 1 – 10-0 | Independiente Medellín · S. Vanegas 53' | Estadio Pascual Guerrero, Cali · Sędzia: Peñuela ( Kolumbia) |
|               |                                      |          |                                         |                                                              |

| 17 marca 2009 | Independiente Medellín | 0 – 00-0 | América Cali | Estadio Atanasio Girardot, Medellín · Sędzia: Ruiz ( Kolumbia) |
|               |                        |          |              |                                                                |

| 18 marca 2009 | Defensor Sporting | 0 – 10-1 | São Paulo FC · H. Borges 39' | Estadio Luis Franzini, Montevideo · Sędzia: Amarilla ( Paragwaj) |
|               |                   |          |                              |                                                                  |

| 9 kwietnia 2009 | São Paulo FC · Borges 70' 74' | 2 – 10-1 | Defensor Sporting · D. de Souza 38' | Estádio do Morumbi, São Paulo · Sędzia: Chandía ( Chile) |
|                 |                               |          |                                     |                                                          |

| 15 kwietnia 2009 | Independiente Medellín · D. Cabrera 17' · R. Castillo 27' | 2 – 12-1 | São Paulo FC · A. Lima 39' | Estadio Atanasio Girardot, Medellín · Sędzia: Vera ( Ekwador) |
|                  |                                                           |          |                            |                                                               |

| 16 kwietnia 2009 | América Cali | 0 – 00-0 | Defensor Sporting | Estadio Pascual Guerrero, Cali · Sędzia: Laverni ( Argentyna) |
|                  |              |          |                   |                                                               |

| 22 kwietnia 2009 | Defensor Sporting · Á. Navarro 14' 90+4' · D. Vera 35' · D. de Souza 83' | 4 – 32-1 | Independiente Medellín · L. Arias 19' · A. Ortiz 77' · D. Cabrera 89' | Estadio Luis Franzini, Montevideo · Sędzia: Beligoy ( Argentyna) |
|                  |                                                                          |          |                                                                       |                                                                  |

| 22 kwietnia 2009 | São Paulo FC · Dagoberto 57' 76' | 2 – 10-1 | América Cali · W. Cadena 8' | Estádio do Morumbi, São Paulo · Sędzia: Torres ( Paragwaj) |
|                  |                                  |          |                             |                                                            |

### Grupa 5
| Zespół                 | Mecze | Z | R | P | Br+ | Br− | Bilans | Pkt |
| ---------------------- | ----- | - | - | - | --- | --- | ------ | --- |
| Cruzeiro EC            | 6     | 4 | 1 | 1 | 9   | 5   | +4     | 13  |
| Estudiantes            | 6     | 3 | 1 | 2 | 10  | 4   | +6     | 10  |
| Deportivo Quito        | 6     | 2 | 2 | 2 | 6   | 9   | -3     | 8   |
| Universitario de Sucre | 6     | 0 | 2 | 4 | 2   | 8   | -6     | 2   |

|                    | Cruzeiro EC | Club Universitario | Sociedad Deportivo Quito | Estudiantes de La Plata |
| ------------------ | ----------- | ------------------ | ------------------------ | ----------------------- |
| Cruzeiro EC        |             | 2-0                | 2-0                      | 3-0                     |
| Club Universitario | 0-1         |                    | 1-1                      | 0-0                     |
| Sociedad Quito     | 1-1         | 3-1                |                          | 1-0                     |
| Estudiantes        | 4-0         | 1-0                | 4-0                      |                         |

| 12 lutego 2009 | Universitario de Sucre · J. Gomez 52' | 1 – 10-0 | Deportivo Quito · M. Donoso 69' | Estadio Olímpico Patria, Sucre · Sędzia: Garay ( Peru) |
|                |                                       |          |                                 |                                                        |

| 19 lutego 2009 | Cruzeiro EC · Fernando 63' (k) · Kléber 69' 72' | 3 – 00-0 | Estudiantes | Estádio Mineirão, Belo Horizonte · Sędzia: Amarilla ( Paragwaj) |
|                |                                                 |          |             |                                                                 |

| 25 lutego 2009 | Deportivo Quito · G. Caicedo 90+1' | 1 – 10-1 | Cruzeiro EC · Ramires 39' | Estadio Olímpico Atahualpa, Quito · Sędzia: Buckley ( Peru) |
|                |                                    |          |                           |                                                             |

| 26 lutego 2009 | Estudiantes · J. Salgueiro 16' | 1 – 01-0 | Universitario de Sucre | Estadio Jorge Luis Hirschi, La Plata · Sędzia: Pozo ( Chile) |
|                |                                |          |                        |                                                              |

| 4 marca 2009 | Universitario de Sucre | 0 – 10-1 | Cruzeiro EC · T. Ribeiro 39' | Estadio Olímpico Patria, Sucre · Sędzia: Silvera ( Urugwaj) |
|              |                        |          |                              |                                                             |

| 10 marca 2009 | Deportivo Quito · L. Preciado 85' | 1 – 00-0 | Estudiantes | Estadio Olímpico Atahualpa, Quito · Sędzia: Soto ( Wenezuela) |
|               |                                   |          |             |                                                               |

| 18 marca 2009 | Cruzeiro EC · Wellington 57' (k) 90' | 2 – 00-0 | Universitario de Sucre | Estádio Mineirão, Belo Horizonte · Sędzia: Beligoy ( Argentyna) |
|               |                                      |          |                        |                                                                 |

| 19 marca 2009 | Estudiantes · M. Boselli 4' 25' 69' · E. Pérez 44' | 4 – 03-0 | Deportivo Quito | Estadio Jorge Luis Hirschi, La Plata · Sędzia: Simon ( Brazylia) |
|               |                                                    |          |                 |                                                                  |

| 8 kwietnia 2009 | Estudiantes · J. Verón 6' · G. Fernández 32' · M. Sánchez 74' 78' | 4 – 02-0 | Cruzeiro EC | Estadio Jorge Luis Hirschi, La Plata · Sędzia: Silvera ( Urugwaj) |
|                 |                                                                   |          |             |                                                                   |

| 14 kwietnia 2009 | Deportivo Quito · L. Saritama 11' 60' · L. Preciado 42' (k) | 3 – 12-1 | Universitario de Sucre · N. Raimondi 26' | Estadio Olímpico Atahualpa, Quito · Sędzia: Rodríguez ( Meksyk) |
|                  |                                                             |          |                                          |                                                                 |

| 23 kwietnia 2009 | Cruzeiro EC · Léo Fortunato 14' · Wagner 26' | 2 – 02-0 | Deportivo Quito | Estádio Mineirão, Belo Horizonte · Sędzia: Amarilla ( Paragwaj) |
|                  |                                              |          |                 |                                                                 |

| 23 kwietnia 2009 | Universitario de Sucre | 0 – 00-0 | Estudiantes | Estadio Olímpico Patria, Sucre · Sędzia: Chandía ( Chile) |
|                  |                        |          |             |                                                           |

### Grupa 6
| Zespół                  | Mecze | Z | R | P | Br+ | Br− | Bilans | Pkt |
| ----------------------- | ----- | - | - | - | --- | --- | ------ | --- |
| Caracas Fútbol Club     | 6     | 3 | 1 | 2 | 7   | 4   | +3     | 10  |
| Guadalajara             | 6     | 2 | 3 | 1 | 9   | 6   | +3     | 9   |
| Everton de Viña del Mar | 6     | 2 | 2 | 2 | 7   | 10  | -3     | 8   |
| Club Atlético Lanús     | 6     | 0 | 4 | 2 | 5   | 8   | -3     | 4   |

|             | Club Atlético Lanús | Corporación Deportiva Everton de Viña del Mar | Caracas Fútbol Club | Club Deportivo Guadalajara |
| ----------- | ------------------- | --------------------------------------------- | ------------------- | -------------------------- |
| Lanús       |                     | 1-2                                           | 1-1                 | 1-1                        |
| Everton     | 1-1                 |                                               | 1-0                 | 1-1                        |
| Caracas FC  | 3-1                 | 1-0                                           |                     | 2-0                        |
| Guadalajara | 0-0                 | 6-2                                           | 1-0                 |                            |

| 11 lutego 2009 | Club Atlético Lanús · J. Sand 90' | 1 – 10-1 | Guadalajara · S. Ávila 33' | Estadio Lanús, Buenos Aires · Sędzia: Silvera ( Urugwaj) |
|                |                                   |          |                            |                                                          |

| 17 lutego 2009 | Everton de Viña del Mar · R. Gutiérrez 46' | 1 – 00-0 | Caracas Fútbol Club | Estadio Sausalito, Viña del Mar · Sędzia: Arias ( Paragwaj) |
|                |                                            |          |                     |                                                             |

| 25 lutego 2009 | Caracas Fútbol Club · J. Rey 47' · D. Figueroa 49' · R. Castellín 72' | 3 – 11-0 | Club Atlético Lanús · J. Sand 84' | Estadio Brígido Iriarte, Caracas · Sędzia: Roldán ( Kolumbia) |
|                |                                                                       |          |                                   |                                                               |

| 25 lutego 2009 | Guadalajara · S. Ponce 17' · R. Morales 22' (k) · A. Medina 32' · M. Fabián 36' · J. Hernández 77' 86' | 6 – 24-0 | Everton de Viña del Mar · R. Gutiérrez 50' · E. Miralles 52' (k) | Estadio Jalisco, Guadalajara · Sędzia: Laverni ( Argentyna) |
|                | |          |                                                                  |                                                             |

| 3 marca 2009 | Caracas Fútbol Club · J. Bustamante 45' · D. Figueroa 50' | 2 – 01-0 | Guadalajara | Estadio Brígido Iriarte, Caracas · Sędzia: Vera ( Ekwador) |
|              |                                                           |          |             |                                                            |

| 11 marca 2009 | Everton de Viña del Mar · E. Miralles 55' (k) | 1 – 10-1 | Club Atlético Lanús · D. González 45' | Estadio Sausalito, Viña del Mar · Sędzia: Larrionda ( Urugwaj) |
|               |                                               |          |                                       |                                                                |

| 11 marca 2009 | Guadalajara · A. Galindo 79' | 1 – 00-0 | Caracas Fútbol Club | Estadio Jalisco, Guadalajara · Sędzia: Carrillo ( Peru) |
|               |                              |          |                     |                                                         |

| 17 marca 2009 | Club Atlético Lanús · S. Biglieri 29' | 1 – 21-0 | Everton de Viña del Mar · R. Gutiérrez 53' · J. Muñoz 90+3' | Estadio Lanús, Buenos Aires · Sędzia: de Oliveira ( Brazylia) |
|               |                                       |          |                                                             |                                                               |

| 14 kwietnia 2009 | Caracas Fútbol Club · D. Figueroa 62' (k) | 1 – 00-0 | Everton de Viña del Mar | Estadio Brígido Iriarte, Caracas · Sędzia: Duarte ( Kolumbia) |
|                  |                                           |          |                         |                                                               |

| 14 kwietnia 2009 | Guadalajara | 0 – 00-0 | Club Atlético Lanús | Estadio Jalisco, Guadalajara · Sędzia: Torres ( Paragwaj) |
|                  |             |          |                     |                                                           |

| 28 kwietnia 2009 | Everton de Viña del Mar · J. Riveros 47' | 1 – 10-1 | Guadalajara · J. Hernández 8' | Estadio Sausalito, Viña del Mar · Sędzia: Baldassi ( Argentyna) |
|                  |                                          |          |                               |                                                                 |

| 28 kwietnia 2009 | Club Atlético Lanús · I. Macalik 39' | 1 – 11-1 | Caracas Fútbol Club · D. Figueroa 30' | Estadio Lanús, Buenos Aires · Sędzia: Vera ( Ekwador) |
|                  |                                      |          |                                       |                                                       |

### Grupa 7
| Zespół                    | Mecze | Z | R | P | Br+ | Br− | Bilans | Pkt |
| ------------------------- | ----- | - | - | - | --- | --- | ------ | --- |
| Gremio Porto Alegrense    | 6     | 5 | 1 | 0 | 11  | 1   | +10    | 16  |
| Club Universidad de Chile | 6     | 3 | 1 | 2 | 8   | 6   | +2     | 10  |
| Boyacá Chicó Tunja        | 6     | 3 | 0 | 3 | 8   | 8   | 0      | 9   |
| Club Aurora               | 6     | 0 | 0 | 6 | 3   | 15  | -12    | 0   |

|                           | Grêmio Foot-Ball Porto Alegrense | Club Aurora | Boyacá Chicó Tunja | Club Universidad de Chile |
| ------------------------- | -------------------------------- | ----------- | ------------------ | ------------------------- |
| Gremio                    |                                  | 3-0         | 3-0                | 0-0                       |
| Club Aurora               | 1-2                              |             | 0-3                | 1-2                       |
| Boyacá                    | 0-1                              | 2-1         |                    | 3-0                       |
| Club Universidad de Chile | 0-2                              | 3-0         | 3-0                |                           |

| 10 lutego 2009 | Club Aurora | 0 – 30-1 | Boyacá Chicó Tunja · A. Tapia 44' 79' · J. Macheca 90' | Estadio Félix Capriles, Cochabamba · Sędzia: Carrillo ( Peru) |
|                |             |          |                                                        |                                                               |

| 25 lutego 2009 | Gremio Porto Alegrense | 0 – 00-0 | Club Universidad de Chile | Estádio Olímpico Monumental, Porto Alegre · Sędzia: Vásquez ( Urugwaj) |
|                |                        |          |                           |                                                                        |

| 4 marca 2009 | Club Universidad de Chile · M. Iturra 23' · M. Villalobos 80' · J. Rojas 88' | 3 – 01-0 | Club Aurora | Estadio Nacional, Santiago · Sędzia: Galeano ( Paragwaj) |
|              |                                                                              |          |             |                                                          |

| 11 marca 2009 | Boyacá Chicó Tunja | 0 – 10-1 | Gremio Porto Alegrense · Souza 31' | Estadio La Independencia de Tunja, Tunja · Sędzia: Pezzota ( Argentyna) |
|               |                    |          |                                    |                                                                         |

| 18 marca 2009 | Boyacá Chicó Tunja · E. Móvil 4' · W. Girón 22' · J. Nuñez 70' | 3 – 02-0 | Club Universidad de Chile | Estadio La Independencia de Tunja, Tunja · Sędzia: Vera ( Ekwador) |
|               |                                                                |          |                           |                                                                    |

| 25 marca 2009 | Club Aurora · D. Paredes 53' | 1 – 20-1 | Gremio Porto Alegrense · Jonas 41' · A. Luciano 87' | Estadio Félix Capriles, Cochabamba · Sędzia: Soto ( Wenezuela) |
|               |                              |          |                                                     |                                                                |

| 7 kwietnia 2009 | Gremio Porto Alegrense · R. Marques 33' · M. López 64' · Réver 82' | 3 – 01-0 | Club Aurora | Estádio Olímpico Monumental, Porto Alegre · Sędzia: Arias ( Paragwaj) |
|                 |                                                                    |          |             |                                                                       |

| 8 kwietnia 2009 | Club Universidad de Chile · E. Hernández 21' · J. Olivera 48' · N. Cuevas 90+1' | 3 – 01-0 | Boyacá Chicó Tunja | Estadio Nacional, Santiago · Sędzia: Favale ( Argentyna) |
|                 |                                                                                 |          |                    |                                                          |

| 15 kwietnia 2009 | Club Universidad de Chile | 0 – 20-1 | Gremio Porto Alegrense · Leo 32' · M. López 66' | Estadio Nacional, Santiago · Sędzia: Amarilla ( Paragwaj) |
|                  |                           |          |                                                 |                                                           |

| 16 kwietnia 2009 | Boyacá Chicó Tunja · M. Caneo 49' · M. Pérez 69' | 2 – 10-0 | Club Aurora · C. Fernández 87' | Estadio La Independencia de Tunja, Tunja · Sędzia: Haro ( Ekwador) |
|                  |                                                  |          |                                |                                                                    |

| 28 kwietnia 2009 | Gremio Porto Alegrense · Willamis 13' 17' · Léo 30' | 3 – 03-0 | Boyacá Chicó Tunja | Estádio Olímpico Monumental, Porto Alegre · Sędzia: Larrionda ( Urugwaj) |
|                  |                                                     |          |                    |                                                                          |

| 28 kwietnia 2009 | Club Aurora · D. Paredes 20' | 1 – 21-1 | Club Universidad de Chile · M. Estrada 14' · J. González 73' | Estadio Félix Capriles, Cochabamba · Sędzia: Rivera ( Peru) |
|                  |                              |          |                                                              |                                                             |

### Grupa 8
| Zespół        | Mecze | Z | R | P | Br+ | Br− | Bilans | Pkt |
| ------------- | ----- | - | - | - | --- | --- | ------ | --- |
| Club Libertad | 6     | 4 | 0 | 2 | 7   | 5   | +2     | 12  |
| San Luis F.C. | 6     | 2 | 2 | 2 | 7   | 7   | 0      | 8   |
| Universitario | 6     | 2 | 2 | 2 | 6   | 7   | -1     | 8   |
| San Lorenzo   | 6     | 2 | 0 | 4 | 6   | 7   | -1     | 6   |

|               | Club Atlético San Lorenzo de Almagro | Club Libertad | Universitario de Deportes | San Luis F.C. |
| ------------- | ------------------------------------ | ------------- | ------------------------- | ------------- |
| San Lorenzo   |                                      | 0-1           | 2-0                       | 4-1           |
| Club Libertad | 2-0                                  |               | 2-1                       | 0-2           |
| Universitario | 1-0                                  | 2-1           |                           | 0-0           |
| San Luis F.C. | 2-0                                  | 0-1           | 2-2                       |               |

| 11 lutego 2009 | San Lorenzo · A. Silvera 4' 17' · G. Bergessio 33' · O. Mascorro 49' (sam) | 4 – 13-0 | San Luis F.C. · V. Lojero 71' | Estadio Pedro Bidegain, Buenos Aires · Sędzia: Gaciba ( Brazylia) |
|                |                                                                            |          |                               |                                                                   |

| 11 lutego 2009 | Club Libertad · M. Maciel 42' · Samudio 83' | 2 – 11-0 | Universitario · N. Solano 62' | Estadio Dr. Nicolás Leoz, Asunción · Sędzia: Beligoy ( Argentyna) |
|                |                                             |          |                               |                                                                   |

| 19 lutego 2009 | Universitario · N. Solano 21' (k) | 1 – 01-0 | San Lorenzo | Estadio Monumental, Lima · Sędzia: Fagundes ( Brazylia) |
|                |                                   |          |             |                                                         |

| 26 lutego 2009 | San Luis F.C. | 0 – 10-1 | Club Libertad · L. Ramírez 16' | Estadio Alfonso Lastras, San Luis Potosí · Sędzia: Baldassi ( Argentyna) |
|                |               |          |                                |                                                                          |

| 5 marca 2009 | Club Libertad · M. Ximénez 25' · S. Aquino 37' | 2 – 02-0 | San Lorenzo | Estadio Dr. Nicolás Leoz, Asunción · Sędzia: Chandía ( Chile) |
|              |                                                |          |             |                                                               |

| 10 marca 2009 | Universitario | 0 – 00-0 | San Luis F.C. | Estadio Monumental, Lima · Sędzia: Antequera ( Boliwia) |
|               |               |          |               |                                                         |

| 18 marca 2009 | San Lorenzo | 0 – 10-0 | Club Libertad · G. Aguirre 53' (sam.) | Estadio Pedro Bidegain, Buenos Aires · Sędzia: Silvera ( Urugwaj) |
|               |             |          |                                       |                                                                   |

| 18 marca 2009 | San Luis F.C. · J. Reyes 25' · M. Orozco 77' | 2 – 21-1 | Universitario · P. Alva 34' · G. Labarthe 90+1' | Estadio Alfonso Lastras, San Luis Potosí · Sędzia: Intriago ( Ekwador) |
|               |                                              |          |                                                 |                                                                        |

| 7 kwietnia 2009 | Universitario · R. Calheira 28' · P. Alva 61' | 2 – 11-1 | Club Libertad · M. Ximénez 13' | Estadio Monumental, Lima · Sędzia: Vera ( Ekwador) |
|                 |                                               |          |                                |                                                    |

| 8 kwietnia 2009 | San Luis F.C. · J. Palacios 43' · J. Reyes 67' | 2 – 01-0 | San Lorenzo | Estadio Alfonso Lastras, San Luis Potosí · Sędzia: Larrionda ( Urugwaj) |
|                 |                                                |          |             |                                                                         |

| 28 kwietnia 2009 | San Lorenzo · R. Calheira 21' (sam.) · A. Gómez 24' | 2 – 02-0 | Universitario | Estadio Pedro Bidegain, Buenos Aires · Sędzia: Osses ( Chile) |
|                  |                                                     |          |               |                                                               |

| 28 kwietnia 2009 | Club Libertad | 0 – 20-0 | San Luis F.C. · J. Patiño 58' · J. Reyes 90+1' | Estadio Dr. Nicolás Leoz, Asunción · Sędzia: de Oliveira ( Brazylia) |
|                  |               |          |                                                |                                                                      |

## Runda finałowa

### Zespoły zakwalifikowane
|  | Zespoły z 1. miejsca |
|  | Zespoły z 2. miejsca |

| Nr | Drużyna                   | Pkt | Bilans | Br+ | Br.w. |
| -- | ------------------------- | --- | ------ | --- | ----- |
| 1  | Grêmio                    | 16  | +10    | 11  | 5     |
| 2  | Boca Juniors              | 15  | +8     | 11  | 4     |
| 3  | Nacional                  | 14  | +9     | 12  | 4     |
| 4  | São Paulo FC              | 13  | +4     | 10  | 5     |
| 5  | Cruzeiro EC               | 13  | +4     | 9   | 2     |
| 6  | Sport Recife              | 13  | +3     | 10  | 6     |
| 7  | Libertad                  | 12  | +2     | 7   | 3     |
| 8  | Caracas FC                | 10  | +3     | 7   | 0     |
| 9  | Deportivo Cuenca          | 10  | +5     | 9   | 1     |
| 10 | Estudiantes               | 10  | +5     | 9   | 0     |
| 11 | SE Palmeiras              | 10  | +2     | 9   | 5     |
| 12 | Club Universidad de Chile | 10  | +2     | 8   | 2     |
| 13 | Guadalajara               | 9   | +3     | 9   | 2     |
| 14 | San Luis FC               | 8   | 0      | 7   | 0     |
| 15 | Defensor Sporting         | 8   | 0      | 5   | 1     |
| 16 | U. San Martín             | 8   | −2     | 7   | 2     |

Nr – rozstawienie, Pkt. – punkty, Br+ – bramki zdobyte, Br.w. – bramki wyjazdowe

### Drabinka
|  |                          |                           |                          |                          |                          |   |   |                                    |                                    |                                    |                                    |                                    |  |  |                             |                             |                             |                             |                             |  |  |                     |                     |                     |                     |                     |
|  | 1/8 finału (6 i 13 maja) | 1/8 finału (6 i 13 maja)  | 1/8 finału (6 i 13 maja) | 1/8 finału (6 i 13 maja) | 1/8 finału (6 i 13 maja) |   |   | Ćwierćfinały (27 maja i 3 czerwca) | Ćwierćfinały (27 maja i 3 czerwca) | Ćwierćfinały (27 maja i 3 czerwca) | Ćwierćfinały (27 maja i 3 czerwca) | Ćwierćfinały (27 maja i 3 czerwca) |  |  | Półfinały (17 i 24 czerwca) | Półfinały (17 i 24 czerwca) | Półfinały (17 i 24 czerwca) | Półfinały (17 i 24 czerwca) | Półfinały (17 i 24 czerwca) |  |  | Finał (1 i 8 lipca) | Finał (1 i 8 lipca) | Finał (1 i 8 lipca) | Finał (1 i 8 lipca) | Finał (1 i 8 lipca) |
|  | 1/8 finału (6 i 13 maja) | 1/8 finału (6 i 13 maja)  | 1/8 finału (6 i 13 maja) | 1/8 finału (6 i 13 maja) | 1/8 finału (6 i 13 maja) |   |   | Ćwierćfinały (27 maja i 3 czerwca) | Ćwierćfinały (27 maja i 3 czerwca) | Ćwierćfinały (27 maja i 3 czerwca) | Ćwierćfinały (27 maja i 3 czerwca) | Ćwierćfinały (27 maja i 3 czerwca) |  |  | Półfinały (17 i 24 czerwca) | Półfinały (17 i 24 czerwca) | Półfinały (17 i 24 czerwca) | Półfinały (17 i 24 czerwca) | Półfinały (17 i 24 czerwca) |  |  | Finał (1 i 8 lipca) | Finał (1 i 8 lipca) | Finał (1 i 8 lipca) | Finał (1 i 8 lipca) | Finał (1 i 8 lipca) |
|  |                          |                           |                          |                          |                          |   |   |                                    |                                    |                                    |                                    |                                    |  |  |                             |                             |                             |                             |                             |  |  |                     |                     |                     |                     |                     |
|  |                          |                           |                          |                          |                          |   |   |                                    |                                    |                                    |                                    |                                    |  |  |                             |                             |                             |                             |                             |  |  |                     |                     |                     |                     |                     |
|  | 1                        | Grêmio                    | 3                        | 2                        | 5                        |   |   |                                    |                                    |                                    |                                    |                                    |  |  |                             |                             |                             |                             |                             |  |  |                     |                     |                     |                     |                     |
|  | 1                        | Grêmio                    | 3                        | 2                        | 5                        |   |   |                                    |                                    |                                    |                                    |                                    |  |  |                             |                             |                             |                             |                             |  |  |                     |                     |                     |                     |                     |
|  | 16                       | U. San Martín             | 1                        | 0                        | 1                        |   |   |                                    |                                    |                                    |                                    |                                    |  |  |                             |                             |                             |                             |                             |  |  |                     |                     |                     |                     |                     |
|  | 16                       | U. San Martín             | 1                        | 0                        | 1                        |   |   | 1                                  | Grêmio                             | 1                                  | 0                                  | 1 (a)                              |  |  |                             |                             |                             |                             |                             |  |  |                     |                     |                     |                     |                     |
|  |                          |                           |                          |                          |                          |   |   | 1                                  | Grêmio                             | 1                                  | 0                                  | 1 (a)                              |  |  |                             |                             |                             |                             |                             |  |  |                     |                     |                     |                     |                     |
|  |                          |                           | 8                        | Caracas FC               | 1                        | 0 | 1 |                                    |                                    |                                    |                                    |                                    |  |  |                             |                             |                             |                             |                             |  |  |                     |                     |                     |                     |                     |
|  | 8                        | Caracas FC                | 8                        | Caracas FC               | 1                        | 0 | 1 | 1                                  | 4                                  | 5                                  |                                    |                                    |  |  |                             |                             |                             |                             |                             |  |  |                     |                     |                     |                     |                     |
|  | 8                        | Caracas FC                |                          |                          |                          |   |   |                                    |                                    | 5                                  |                                    |                                    |  |  |                             |                             |                             |                             |                             |  |  |                     |                     |                     |                     |                     |
|  | 9                        | Deportivo                 | 2                        | 0                        | 2                        |   |   |                                    |                                    |                                    |                                    |                                    |  |  |                             |                             |                             |                             |                             |  |  |                     |                     |                     |                     |                     |
|  | 9                        | Deportivo                 | 2                        | 0                        | 2                        |   |   | 1                                  | Grêmio                             | 1                                  | 2                                  | 3                                  |  |  |                             |                             |                             |                             |                             |  |  |                     |                     |                     |                     |                     |
|  |                          |                           |                          |                          |                          |   |   |                                    |                                    |                                    |                                    |                                    |  |  |                             |                             |                             |                             |                             |  |  |                     |                     |                     |                     |                     |
|  |                          |                           | 5                        | Cruzeiro EC              | 3                        | 2 | 5 |                                    |                                    |                                    |                                    |                                    |  |  |                             |                             |                             |                             |                             |  |  |                     |                     |                     |                     |                     |
|  | 5                        | Cruzeiro EC               | 5                        | Cruzeiro EC              | 3                        | 2 | 5 | 2                                  | 1                                  | 3                                  |                                    |                                    |  |  |                             |                             |                             |                             |                             |  |  |                     |                     |                     |                     |                     |
|  | 5                        | Cruzeiro EC               |                          |                          |                          |   |   |                                    |                                    | 3                                  |                                    |                                    |  |  |                             |                             |                             |                             |                             |  |  |                     |                     |                     |                     |                     |
|  | 12                       | Club Universidad de Chile | 1                        | 0                        | 1                        |   |   |                                    |                                    |                                    |                                    |                                    |  |  |                             |                             |                             |                             |                             |  |  |                     |                     |                     |                     |                     |
|  | 12                       | Club Universidad de Chile | 1                        | 0                        | 1                        |   |   | 5                                  | Cruzeiro EC                        | 2                                  | 2                                  | 4                                  |  |  |                             |                             |                             |                             |                             |  |  |                     |                     |                     |                     |                     |
|  |                          |                           |                          |                          |                          |   |   | 5                                  | Cruzeiro EC                        | 2                                  | 2                                  | 4                                  |  |  |                             |                             |                             |                             |                             |  |  |                     |                     |                     |                     |                     |
|  |                          |                           | 4                        | São Paulo FC             | 1                        | 0 | 1 |                                    |                                    |                                    |                                    |                                    |  |  |                             |                             |                             |                             |                             |  |  |                     |                     |                     |                     |                     |
|  | 4                        | São Paulo FC              | 4                        | São Paulo FC             | 1                        | 0 | 1 | -                                  | -                                  |                                    |                                    |                                    |  |  |                             |                             |                             |                             |                             |  |  |                     |                     |                     |                     |                     |
|  | 4                        | São Paulo FC              |                          |                          |                          |   |   |                                    |                                    |                                    |                                    |                                    |  |  |                             |                             |                             |                             |                             |  |  |                     |                     |                     |                     |                     |
|  | 13                       | Guadalajara               | -                        | -                        | w/o                      |   |   |                                    |                                    |                                    |                                    |                                    |  |  |                             |                             |                             |                             |                             |  |  |                     |                     |                     |                     |                     |
|  | 13                       | Guadalajara               | -                        | -                        | w/o                      |   |   | 5                                  | Cruzeiro EC                        | 0                                  | 1                                  | 1                                  |  |  |                             |                             |                             |                             |                             |  |  |                     |                     |                     |                     |                     |
|  |                          |                           |                          |                          |                          |   |   |                                    |                                    |                                    |                                    |                                    |  |  |                             |                             |                             |                             |                             |  |  |                     |                     |                     |                     |                     |
|  |                          |                           | 10                       | Estudiantes              | 0                        | 2 | 2 |                                    |                                    |                                    |                                    |                                    |  |  |                             |                             |                             |                             |                             |  |  |                     |                     |                     |                     |                     |
|  | 2                        | Boca Juniors              | 10                       | Estudiantes              | 0                        | 2 | 2 | 2                                  | 0                                  | 2                                  |                                    |                                    |  |  |                             |                             |                             |                             |                             |  |  |                     |                     |                     |                     |                     |
|  | 2                        | Boca Juniors              |                          |                          |                          |   |   |                                    |                                    | 2                                  |                                    |                                    |  |  |                             |                             |                             |                             |                             |  |  |                     |                     |                     |                     |                     |
|  | 15                       | Defensor                  | 2                        | 1                        | 3                        |   |   |                                    |                                    |                                    |                                    |                                    |  |  |                             |                             |                             |                             |                             |  |  |                     |                     |                     |                     |                     |
|  | 15                       | Defensor                  | 2                        | 1                        | 3                        |   |   | 15                                 | Defensor                           | 0                                  | 0                                  | 0                                  |  |  |                             |                             |                             |                             |                             |  |  |                     |                     |                     |                     |                     |
|  |                          |                           |                          |                          |                          |   |   | 15                                 | Defensor                           | 0                                  | 0                                  | 0                                  |  |  |                             |                             |                             |                             |                             |  |  |                     |                     |                     |                     |                     |
|  |                          |                           | 10                       | Estudiantes              | 1                        | 1 | 2 |                                    |                                    |                                    |                                    |                                    |  |  |                             |                             |                             |                             |                             |  |  |                     |                     |                     |                     |                     |
|  | 7                        | Club Libertad             | 10                       | Estudiantes              | 1                        | 1 | 2 | 0                                  | 0                                  | 0                                  |                                    |                                    |  |  |                             |                             |                             |                             |                             |  |  |                     |                     |                     |                     |                     |
|  | 7                        | Club Libertad             |                          |                          |                          |   |   |                                    |                                    | 0                                  |                                    |                                    |  |  |                             |                             |                             |                             |                             |  |  |                     |                     |                     |                     |                     |
|  | 10                       | Estudiantes               | 3                        | 0                        | 3                        |   |   |                                    |                                    |                                    |                                    |                                    |  |  |                             |                             |                             |                             |                             |  |  |                     |                     |                     |                     |                     |
|  | 10                       | Estudiantes               | 3                        | 0                        | 3                        |   |   | 10                                 | Estudiantes                        | 1                                  | 2                                  | 3                                  |  |  |                             |                             |                             |                             |                             |  |  |                     |                     |                     |                     |                     |
|  |                          |                           |                          |                          |                          |   |   |                                    |                                    |                                    |                                    |                                    |  |  |                             |                             |                             |                             |                             |  |  |                     |                     |                     |                     |                     |
|  |                          |                           | 3                        | Nacional                 | 0                        | 1 | 1 |                                    |                                    |                                    |                                    |                                    |  |  |                             |                             |                             |                             |                             |  |  |                     |                     |                     |                     |                     |
|  | 3                        | Nacional                  | 3                        | Nacional                 | 0                        | 1 | 1 | -                                  | -                                  |                                    |                                    |                                    |  |  |                             |                             |                             |                             |                             |  |  |                     |                     |                     |                     |                     |
|  | 3                        | Nacional                  |                          |                          |                          |   |   |                                    |                                    |                                    |                                    |                                    |  |  |                             |                             |                             |                             |                             |  |  |                     |                     |                     |                     |                     |
|  | 14                       | San Luis FC               | -                        | -                        | w/o                      |   |   |                                    |                                    |                                    |                                    |                                    |  |  |                             |                             |                             |                             |                             |  |  |                     |                     |                     |                     |                     |
|  | 14                       | San Luis FC               | -                        | -                        | w/o                      |   |   | 3                                  | Nacional                           | 1                                  | 0                                  | 1 (a)                              |  |  |                             |                             |                             |                             |                             |  |  |                     |                     |                     |                     |                     |
|  |                          |                           |                          |                          |                          |   |   | 3                                  | Nacional                           | 1                                  | 0                                  | 1 (a)                              |  |  |                             |                             |                             |                             |                             |  |  |                     |                     |                     |                     |                     |
|  |                          |                           | 11                       | SE Palmeiras             | 1                        | 0 | 1 |                                    |                                    |                                    |                                    |                                    |  |  |                             |                             |                             |                             |                             |  |  |                     |                     |                     |                     |                     |
|  | 6                        | Sport Recife              | 11                       | SE Palmeiras             | 1                        | 0 | 1 | 0                                  | 1                                  | 1 (1)                              |                                    |                                    |  |  |                             |                             |                             |                             |                             |  |  |                     |                     |                     |                     |                     |
|  | 6                        | Sport Recife              |                          |                          |                          |   |   |                                    |                                    | 1 (1)                              |                                    |                                    |  |  |                             |                             |                             |                             |                             |  |  |                     |                     |                     |                     |                     |
|  | 11                       | SE Palmeiras              | 1                        | 0                        | 1 (3)                    |   |   |                                    |                                    |                                    |                                    |                                    |  |  |                             |                             |                             |                             |                             |  |  |                     |                     |                     |                     |                     |
|  | 11                       | SE Palmeiras              | 1                        | 0                        | 1 (3)                    |   |   |                                    |                                    |                                    |                                    |                                    |  |  |                             |                             |                             |                             |                             |  |  |                     |                     |                     |                     |                     |
|  |                          |                           |                          |                          |                          |   |   |                                    |                                    |                                    |                                    |                                    |  |  |                             |                             |                             |                             |                             |  |  |                     |                     |                     |                     |                     |

a – awans dzięki bramkom zdobytym na wyjeździe

### 1/8 finału
| 5 maja 2009 | SE Palmeiras · J. Ortigoza 75' | 1 – 00-0 | Sport Recife | Estádio Palestra Itália, São Paulo · Sędzia: Pezzota ( Argentyna) |
|             |                                |          |              |                                                                   |

| 12 maja 2009                                 | Sport Recife · Wilson 83' | 1 – 0 k. 1-30-0                      | SE Palmeiras | Estádio Adelmar Costa Carvalho, Recife · Sędzia: Chandía ( Chile) |
|                                              |                           |                                      |              |                                                                   |
|                                              |                           | Rzuty karne                          |              |                                                                   |
| L. Henrique · Igor · J. Fumagalli · A. Dutra |                           | Mozart · Marcão · Danilo · P. Armero |              |                                                                   |

Wynik łączny: 1-1

Awans: SE Palmeiras
| 6 maja 2009 | Universidad Lima · M. Arzuaga 34' | 1 – 31-1 | Grêmio Porto Alegre · W. Souza 9' · M. López 46' 61' | Estadio Alejandro Villanueva, Lima · Sędzia: Vera ( Ekwador) |
|             |                                   |          |                                                      |                                                              |

| 13 maja 2009 | Grêmio Porto Alegre · Jonas 17' · G. Herrera 74' | 2 – 01-0 | Universidad Lima | Estádio Olímpico Monumental, Porto Alegre · Sędzia: Arias ( Paragwaj) |
|              |                                                  |          |                  |                                                                       |

Wynik łączny: 5-1

Awans: Grêmio Porto Alegre
| 7 maja 2009 | Club Deportivo Cuenca · R. Teixeira 58' · H. Matamoros 69' | 2 – 10-1 | Caracas FC · G. Cichero 2' | Estadio Alejandro Serrano Aguilar, Cuenca · Sędzia: Rivera ( Peru) |
|             |                                                            |          |                            |                                                                    |

| 12 maja 2009 | Caracas FC · D. Figueroa 24' (k) · R. Prieto 42' · E. Rentería 52' · J. Rey 73' | 4 – 02-0 | Club Deportivo Cuenca | Estadio Olímpico UCV, Caracas · Sędzia: Lunati ( Argentyna) |
|              |                                                                                 |          |                       |                                                             |

Wynik łączny: 5-2

Awans: Caracas FC
| 7 maja 2009 | Estudiantes La Plata · G. Fernández 1' · M. Boselli 63' (k) 70' | 3 – 01-0 | Club Libertad | Estadio Ciudad de La Plata, La Plata · Sędzia: Simon ( Brazylia) |
|             |                                                                 |          |               |                                                                  |

| 14 maja 2009 | Club Libertad | 0 – 00-0 | Estudiantes La Plata | Estadio Dr. Nicolás Leoz, Asunción · Sędzia: Silvera ( Urugwaj) |
|              |               |          |                      |                                                                 |

Wynik łączny: 3-0

Awans: Estudiantes La Plata
| 7 maja 2009 | Club Universidad de Chile · M. Villalobos 86' | 1 – 20-1 | Cruzeiro EC · Soares 9' · Marquinhos Paraná 52' | Estadio Nacional, Santiago · Sędzia: Larrionda ( Urugwaj) |
|             |                                               |          |                                                 |                                                           |

| 14 maja 2009 | Cruzeiro EC · Kléber 74' | 1 – 00-0 | Club Universidad de Chile | Estádio Governador Magalhães Pinto, Belo Horizonte · Sędzia: Baldassi ( Argentyna) |
|              |                          |          |                           |                                                                                    |

Wynik łączny: 3-1

Awans: Cruzeiro EC
| 14 maja 2009 | Defensor Sporting · P. Gaglianone 45' · R. Mora 84' | 2 – 21-1 | Boca Juniors · M. Palermo 3' · R. Palacio 56' | Estadio Centenario, Montevideo · Sędzia: Torres ( Paragwaj) |
|              |                                                     |          |                                               |                                                             |

| 21 maja 2009 | Boca Juniors | 0 – 10-1 | Defensor Sporting · D. de Souza 27' | La Bombonera, Buenos Aires · Sędzia: Fagundes ( Brazylia) |
|              |              |          |                                     |                                                           |

Wynik łączny: 3-2

Awans: Defensor Sporting
|  | San Luis FC | wo. | Club Nacional |  |
|  |             |     |               |  |

Wynik łączny: walkower

Awans: Club Nacional de Football
|  | Chivas de Guadalajara | wo. | São Paulo FC |  |
|  |                       |     |              |  |

Wynik łączny: walkower

Awans: São Paulo FC

### 1/4 finału
| 27 maja 2009 | Cruzeiro EC · Leonardo 45' · Zé Carlos 65' | 2 – 11-0 | São Paulo FC · Washington 57' | Estádio Governador Magalhães Pinto, Belo Horizonte · Sędzia: Chandía ( Chile) |
|              |                                            |          |                               |                                                                               |

| 17 czerwca 2009 | São Paulo FC | 0 – 2(0-0)Raport | Cruzeiro EC · Henrique 65' · Kléber 81' (k) | Estádio Cícero Pompeu de Toledo, São Paulo · Widzów: 52 809 · Sędzia: Sergio Pezzota Argentyna |
|                 |              |                  |                                             |                                                                                                |

Wynik łączny: 4-1

Awans: Cruzeiro EC
| 27 maja 2009 | Caracas FC · G. Cichero 2' | 1 – 11-0 | Grêmio Porto Alegre · Fábio Santos 75' | Estadio Olímpico, Caracas · Sędzia: Silvera ( Urugwaj) |
|              |                            |          |                                        |                                                        |

| 17 czerwca 2009 | Grêmio Porto Alegre | 0 – 00-0 | Caracas FC | Estádio Olímpico, Porto Alegre · Sędzia: Torres ( Paragwaj) |
|                 |                     |          |            |                                                             |

Wynik łączny: 1-1

Awans: Grêmio Porto Alegre
| 27 maja 2009 | Defensor Sporting | 0 – 10-1 | Estudiantes La Plata · L. Desábato 13' | Estadio Centenario, Montevideo · Sędzia: Soto ( Wenezuela) |
|              |                   |          |                                        |                                                            |

| 17 czerwca 2009 | Estudiantes La Plata · Benítez 13' | 1 – 0(1-0)Raport | Defensor Sporting | Estadio Ciudad de La Plata, La Plata · Widzów: 27 855 · Sędzia: Óscar Ruiz Kolumbia |
|                 |                                    |                  |                   |                                                                                     |

Wynik łączny: 2-0

Awans: Estudiantes La Plata
| 27 maja 2009 | SE Palmeiras · Deigo Souza 55' | 1 – 10-0 | Nacional · S. García 80' | Estádio Palestra Itália, São Paulo · Sędzia: Torres ( Paragwaj) |
|              |                                |          |                          |                                                                 |

| 17 czerwca 2009 | Nacional | 0 – 00-0 | SE Palmeiras | Estadio Centenario, Montevideo · Sędzia: Vera ( Ekwador) |
|                 |          |          |              |                                                          |

Wynik łączny: 1-1

Awans: Club Nacional de Football

### 1/2 finału
| 24 czerwca 2009 | Cruzeiro EC · Wellington Paulista 38' · Wagner 47' · Fabinho 67' | 3 – 1(1-0)Raport | Grêmio Porto Alegre · Souza 78' | Estádio Mineirão, Belo Horizonte · Widzów: 51 696 · Sędzia: Osses ( Chile) |
|                 |                                                                  |                  |                                 |                                                                            |

| 2 lipca 2009 | Grêmio Porto Alegre · Réver 55' · Souza 75' | 2 – 2Raport | Cruzeiro EC · Wellington Paulista 34' 36' | Estádio Olímpico Monumental, Porto Alegre · Sędzia: Ruiz ( Kolumbia) |
|              |                                             |             |                                           |                                                                      |

Wynik łączny: 5-3

Awans: Cruzeiro EC

| 25 czerwca 2009 | Estudiantes de La Plata Galván | 1 – 0(1-0)Raport | Nacional | Estadio Ciudad de La Plata, La Plata · Sędzia: Ortubé ( Boliwia) |
|                 |                                |                  |          |                                                                  |

| 1 lipca 2009 | Nacional · Medina 76' | 1 – 2(0-0)Raport | Estudiantes de La Plata · Boselli 52' 90' | Estadio Centenario, Montevideo · Sędzia: Torres ( Paragwaj) |
|              |                       |                  |                                           |                                                             |

Wynik łączny: 3-1

Awans: Estudiantes La Plata

### Finał
| 8 lipca 2009 | Estudiantes La Plata | 0 – 00-0 | Cruzeiro EC | Estadio Ciudad de La Plata, La Plata |
|              |                      |          |             |                                      |

| 15 lipca 2009 | Cruzeiro EC | 1 – 21-2 | Estudiantes La Plata | Estádio Mineirão, Belo Horizonte |
|               |             |          |                      |                                  |

Wynik łączny: 1-2

Zwycięzca:   Estudiantes La Plata

#### Szczegóły finału
| Estudiantes La Plata – Cruzeiro EC 0:0 i 2:1 |
| 08.07 2009 La Plata Estadio Ciudad de La Plata (30 000) Estudiantes La Plata – Cruzeiro EC 0:0 Sędzia: Jorge Larrionda (Urugwaj) Żółte kartki: Leandro Damián Benítez, Rolando Carlos Schiavi, Leandro Desábato / Wágner, Kléber, Gérson Magrão, Wellington Paulista Club Estudiantes de La Plata: Mariano Andújar – Christian Ariel Cellay, Rolando Carlos Schiavi, Leandro Desábato, Germán Ré – Enzo Pérez, Rodrigo Braña, Juan Sebastián Verón, Leandro Damián Benítez (74 Maximiliano Ezequiel Núñez) – Gastón Nicolás Fernández (81 Juan Manuel Salgueiro), Mauro Boselli. Trener: Alejandro Sabella. Cruzeiro EC: Fábio – Jonathan, Leonardo Silva, Anderson, Gérson Magrão (85 Fabinho) – Marquinhos Paraná, Henrique, Ramires, Wágner – Kléber, Wellington Paulista. Trener: Adílson Batista. |
| 15.07 2009 Belo Horizonte Estádio Mineirão (70 000) Cruzeiro EC – Estudiantes La Plata 1:2 (0:0) Sędzia: Carlos Chandía (Chile) Bramki: 1:0 Henrique 52, 1:1 Gastón Nicolás Fernández 57, 1:2 Mauro Boselli 72 Żółte kartki: Kléber / Rodrigo Braña, Juan Sebastián Verón, Christian Ariel Cellay, Matías Ariel Sánchez Cruzeiro EC: Fábio – Jonathan, Thiago Heleno, Leonardo Silva, Gérson Magrão – Henrique, Marquinhos Paraná, Ramires, Wágner (71 Athirson) – Kléber, Wellington Paulista (75 Thiago Ribeiro). Trener: Adílson Batista. Club Estudiantes de La Plata: Mariano Andújar – Christian Ariel Cellay, Rolando Carlos Schiavi, Leandro Desábato, Germán Ré – Enzo Pérez, Rodrigo Braña (87 Matías Ariel Sánchez), Juan Sebastián Verón, Leandro Damián Benítez (80 Thiago Ribeiro Figueiredo Silva) – Gastón Nicolás Fernández (90 José Luis Calderón), Mauro Boselli. Trener: Alejandro Sabella. |

## Klasyfikacja strzelców bramek
| Gole | Piłkarz               | Klub                 |
| ---- | --------------------- | -------------------- |
| 8    | Mauro Boselli         | Estudiantes La Plata |
| 7    | Jorge Daniel Núñez    | Club Nacional        |
| 7    | Rodrigo Teixeira      | Deportivo Cuenca     |
| 6    | Keirrison             | SE Palmeiras         |
| 6    | Souza                 | Grêmio Porto Alegre  |
| 5    | Borges                | São Paulo FC         |
| 5    | Darío Damián Figueroa | Caracas FC           |
| 5    | Rodrigo Palacio       | Boca Juniors         |
| 5    | Martín Palermo        | Boca Juniors         |
| 5    | Wellington Paulista   | Cruzeiro EC          |

## Klasyfikacja
Poniższa tabela ma charakter statystyczny. O kolejności decyduje na pierwszym miejscu osiągnięty etap rozgrywek, a dopiero potem dorobek bramkowo-punktowy. W przypadku klubów, które odpadły w rozgrywkach grupowych, o kolejności decyduje najpierw miejsce w tabeli grupy, a dopiero potem liczba zdobytych punktów i bilans bramkowy.
| Poz                                                                     | Klub                                | Mecze | Zw | Rem | Por | Pkt | BrZd | BrStr |
| ----------------------------------------------------------------------- | ----------------------------------- | ----- | -- | --- | --- | --- | ---- | ----- |
| 1                                                                       | Estudiantes La Plata                | 16    | 10 | 3   | 3   | 33  | 21   | 8     |
| 2                                                                       | Cruzeiro EC                         | 14    | 9  | 3   | 2   | 30  | 22   | 12    |
| 3                                                                       | Grêmio Porto Alegre                 | 12    | 7  | 4   | 1   | 25  | 20   | 8     |
| 4                                                                       | Club Nacional de Football           | 10    | 4  | 4   | 2   | 16  | 14   | 7     |
| 5                                                                       | SE Palmeiras                        | 12    | 6  | 3   | 3   | 21  | 18   | 10    |
| 6                                                                       | Caracas FC                          | 10    | 4  | 3   | 3   | 15  | 13   | 7     |
| 7                                                                       | São Paulo FC                        | 8     | 4  | 1   | 3   | 13  | 11   | 10    |
| 8                                                                       | Defensor Sporting                   | 10    | 3  | 3   | 4   | 12  | 9    | 10    |
| 9                                                                       | Boca Juniors                        | 8     | 5  | 1   | 2   | 16  | 13   | 6     |
| 10                                                                      | Deportivo Cuenca                    | 10    | 5  | 1   | 4   | 16  | 14   | 11    |
| 11                                                                      | Sport Recife                        | 8     | 5  | 1   | 2   | 16  | 11   | 8     |
| 12                                                                      | Club Universidad de Chile           | 10    | 4  | 1   | 5   | 13  | 11   | 11    |
| 13                                                                      | Club Libertad                       | 8     | 4  | 1   | 3   | 13  | 7    | 8     |
| 14                                                                      | Chivas de Guadalajara               | 6     | 2  | 3   | 1   | 9   | 9    | 6     |
| 15                                                                      | San Luis FC                         | 6     | 2  | 2   | 2   | 8   | 7    | 7     |
| 16                                                                      | CD Universidad San Martín de Porres | 8     | 2  | 2   | 4   | 8   | 8    | 14    |
| 17                                                                      | Independiente Medellín              | 8     | 2  | 5   | 1   | 11  | 11   | 7     |
| 18                                                                      | Boyacá Chicó Tunja                  | 6     | 3  | 0   | 3   | 9   | 8    | 8     |
| 19                                                                      | Deportivo Táchira                   | 6     | 3  | 0   | 3   | 9   | 6    | 9     |
| 20                                                                      | Universitario de Deportes           | 6     | 2  | 2   | 2   | 8   | 6    | 7     |
| 21                                                                      | Everton Viña del Mar                | 6     | 2  | 2   | 2   | 8   | 7    | 10    |
| 22                                                                      | Deportivo Quito                     | 6     | 2  | 2   | 2   | 8   | 6    | 9     |
| 23                                                                      | CSD Colo-Colo                       | 6     | 2  | 1   | 3   | 7   | 9    | 7     |
| 24                                                                      | River Plate                         | 6     | 2  | 1   | 3   | 7   | 7    | 9     |
| 25                                                                      | Club Nacional                       | 8     | 2  | 2   | 4   | 8   | 15   | 15    |
| 26                                                                      | San Lorenzo de Almagro              | 6     | 2  | 0   | 4   | 6   | 6    | 7     |
| 27                                                                      | CA Lanús                            | 6     | 0  | 4   | 2   | 4   | 5    | 8     |
| 28                                                                      | LDU Quito                           | 6     | 1  | 1   | 4   | 4   | 6    | 13    |
| 29                                                                      | América Cali                        | 6     | 0  | 3   | 3   | 3   | 3    | 7     |
| 30                                                                      | Universitario de Sucre              | 6     | 0  | 2   | 4   | 2   | 2    | 8     |
| 31                                                                      | Club Guaraní                        | 6     | 0  | 1   | 5   | 1   | 5    | 15    |
| 32                                                                      | Club Aurora                         | 6     | 0  | 0   | 6   | 0   | 3    | 15    |
| 33                                                                      | Pachuca                             | 2     | 1  | 0   | 1   | 3   | 2    | 2     |
| 34                                                                      | Club Sporting Cristal               | 2     | 1  | 0   | 1   | 3   | 2    | 2     |
| 35                                                                      | Deportivo Anzoátegui                | 2     | 1  | 0   | 1   | 3   | 2    | 3     |
| 36                                                                      | CA Peñarol                          | 2     | 0  | 1   | 1   | 1   | 0    | 4     |
| 37                                                                      | CD El Nacional                      | 2     | 0  | 1   | 1   | 1   | 3    | 8     |
| 38                                                                      | Real Potosí                         | 2     | 0  | 0   | 2   | 0   | 1    | 7     |
| Podsumowanie: 134 mecze, w tym 32 remisy, 323 bramki – 2,41 bramki/mecz |                                     |       |    |     |     |     |      |       |